# Lemon (drag queen)
Lemon és el nom artístic de Christopher Baptista (nascut l'1 de setembre de 1995), un intèrpret drag canadenc més conegut per competir a la primera temporada de Canada's Drag Race (2020) i més tard a la primera temporada de RuPaul's Drag Race: UK vs. the World (2022).

## Educació
Lemon es va traslladar de Toronto a Nova York als 19 anys per estudiar dansa a l'Ailey School.

## Carrera
Lemon va començar a fer drag a la ciutat de Nova York. Va competir com l'únic concursant amb seu als Estats Units a la primera temporada de Canada's Drag Race. En el primer episodi de la temporada, es va situar entre els dos últims, però es va salvar de l'eliminació després de guanyar una batalla de sincronització de llavis contra Juice Boxx amb "I Really Like You" de Carly Rae Jepsen. Posteriorment, Lemon va guanyar els principals reptes de l'episodi 2 i l'episodi 7, abans de ser eliminat de la competició a l'episodi 8 després d'una sincronització de llavis contra Rita Baga amb "You Oughta Know" d'Alanis Morissette, quedant finalment en la cinquena posició. Lemon va interpretar a Jojo Siwa durant l'episodi Snatch Game.
Sasha Velour va convidar a Lemon per fer de model en la seva col·laboració a la Setmana de la Moda de Nova York amb la cerimònia d'obertura.
El 2021, Lemon va ser una intèrpret destacada a "Come Through", un senzill de la seva companya de repartiment de la Canada's Drag Race, Priyanka.
El gener de 2022, va ser anunciada com una de les nou concursants de RuPaul's Drag Race: UK vs the World. A l'episodi d'estrena, va aterrar als dos últims al costat de Janey Jacké, i va ser enviada a casa per Pangina Heals, acabant la competició en novè lloc.

## Vida personal
Originària de Toronto, Lemon ha viscut a la ciutat de Nova York des de fa diversos anys.

## Premis i nominacions
| Curs | Premi            | Categoria                                      | Treballar    | Resultat   |
| ---- | ---------------- | ---------------------------------------------- | ------------ | ---------- |
| 2022 | The WOWIE Awards | Millor Twitter (The Trending Topic Award)      | Ella mateixa | Guanyadora |
| 2022 | The WOWIE Awards | Millor artista novell (The Iconic Debut Award) | Ella mateixa | Nominada   |